# 쿠르간주
쿠르간주(러시아어: Курга́нская о́бласть Kurganskaya oblast'[*])는 러시아의 연방주체(주)이다. 그것의 행정중심은 쿠르간의 도시이다. 2021년 인구 조사에 따르면 인구는 776,661명이었다. 2010년 인구 조사에 기록된 910,807에서 감소했다.

## 지리

### 시간대
예카테린부르크 시간 (YEKT)에 놓여있다. UTC와의 시차는 +0600 (YEKT)이다.

## 주민
92%가 러시아인이고, 타타르인(2%), 바시키르인(1.5%)이 차지하고 있다.
| 연도                | 인구      | ±%     |
| ------------------- | --------- | ------ |
| 1959                | 999,170   | —      |
| 1970                | 1,085,560 | +8.6%  |
| 1979                | 1,080,274 | −0.5%  |
| 1989                | 1,104,872 | +2.3%  |
| 2002                | 1,019,532 | −7.7%  |
| 2010                | 910,807   | −10.7% |
| 2021                | 776,661   | −14.7% |
| Source: Census data |           |        |

인구: 776,661 (2021년 인구 조사); 910,807 (2010년 인구 조사); 1,019,532 (2002년 인구 조사); 1,104,872 (1989년 인구 조사).

## 행정 구역

### 군
- 알메넵스키 군 (Альменевский)
- 벨레제르스키 군 (Белозерский)
- 차스토오제르스키 군 (Частоозерский)
- 달마톱스키 군 (Далматовский)
- 카르가폴스키 군 (Каргапольский)
- 카타이스키 군 (Катайский)
- 케톱스키 군 (Кетовский)
- 쿠르타미시스키 군 (Куртамышский)
- 레뱌지옙스키 군 (Лебяжьевский)
- 마쿠신스키 군 (Макушинский)
- 미시킨스키 군 (Мишкинский)
- 모크로우솝스키 군 (Мокроусовский)
- 페투홉스키 군 (Петуховский)
- 폴로빈스키 군 (Половинский)
- 프리토볼니 군 (Притобольный)
- 사파쿨렙스키 군 (Сафакулевский)
- 샤드린스키 군 (Шадринский)
- 샤트롭스키 군 (Шатровский)
- 슈찬스키 군 (Щучанский)
- 슈미힌스키 군 (Шумихинский)
- 첼리니 군 (Целинный)
- 바르가신스키 군 (Варгашинский)
- 유르가미시스키 군 (Юргамышский)
- 즈베리노골롭스키 군 (Звериноголовский)